# Kuba na Letnich Igrzyskach Olimpijskich 1964
Kubę na Letnich Igrzyskach Olimpijskich 1964, które odbyły się w Tokio reprezentowało 27 zawodników. Zdobyli oni 1 srebrny medal, zajmując 26. miejsce w klasyfikacji medalowej. 
Był to dziewiąty start reprezentacji Kuby na letnich igrzyskach olimpijskich.

## Zdobyte medale
| Medal  | Zawodnik          | Dyscyplina    | Konkurencja    | Rezultat | Data            |
| ------ | ----------------- | ------------- | -------------- | -------- | --------------- |
| Srebro | Enrique Figuerola | Lekkoatletyka | 100 m mężczyzn | 10,25 s  | 15 października |

## Reprezentanci

### Boks
Mężczyźni
| Zawodnik         | Konkurencja | 1/32             | 1/16              | Ćwierćfinał      | Półfinał         | Finał            | Finał   |
| Zawodnik         | Konkurencja | Przeciwnik Wynik | Przeciwnik Wynik  | Przeciwnik Wynik | Przeciwnik Wynik | Przeciwnik Wynik | Miejsce |
| ---------------- | ----------- | ---------------- | ----------------- | ---------------- | ---------------- | ---------------- | ------- |
| Rafael Carbonell | 51 kg       | McCafferty P 0-5 | NQ                | NQ               | NQ               | NQ               | 17.     |
| Fermin Espinosa  | 54 kg       | Booth W TKO      | Torrevillas W 4-1 | Chung P DNS      | NQ               | NQ               | 5.      |
| Roberto Caminero | 57 kg       | Crudu P 0-3      | NQ                | NQ               | NQ               | NQ               | 17.     |
| Bienvenido Hita  | 60 kg       | Dunne P 1-4      | NQ                | NQ               | NQ               | NQ               | 17.     |
| Félix Betancourt | 63,5 kg     | Fatah W TKO      | Hoji W 3-2        | Galhia P TKO     | NQ               | NQ               | 5.      |
| Virgilio Jiménez | 67 kg       | Pereyra P DSQ    | NQ                | NQ               | NQ               | NQ               | 17.     |

### Gimnastyka
Mężczyźni
| Zawodnik                                                                                      | Konkurencja                 | Finał    | Finał    | Finał    | Finał    | Finał    | Finał    | Finał  | Finał   |
| Zawodnik                                                                                      | Konkurencja                 | Przyrząd | Przyrząd | Przyrząd | Przyrząd | Przyrząd | Przyrząd | Razem  | Miejsce |
| Zawodnik                                                                                      | Konkurencja                 | FX       | PH       | SR       | VT       | PB       | HB       | Razem  | Miejsce |
| --------------------------------------------------------------------------------------------- | --------------------------- | -------- | -------- | -------- | -------- | -------- | -------- | ------ | ------- |
| Andrés González                                                                               | ćwiczenia wolne             | 17.85    | —        | —        | —        | —        | —        | 17.85  | 84.     |
| Andrés González                                                                               | ćwiczenia na koniu z łękami | —        | 16.90    | —        | —        | —        | —        | 16.90  | 99.     |
| Andrés González                                                                               | ćwiczenia na kółkach        | —        | —        | 16.80    | —        | —        | —        | 16.80  | 101.    |
| Andrés González                                                                               | skoki                       | —        | —        | —        | 18.65    | —        | —        | 18.65  | 77.     |
| Andrés González                                                                               | ćwiczenia na poręczach      | —        | —        | —        | —        | 17.45    | —        | 17.45  | 106.    |
| Andrés González                                                                               | ćwiczenia na drążku         | —        | —        | —        | —        | —        | 16.70    | 16.70  | 111.    |
| Andrés González                                                                               | wielobój indywidualny       | 17.85    | 16.90    | 16.80    | 18.65    | 17.45    | 16.70    | 104.35 | 96.     |
| Héctor Ramírez                                                                                | ćwiczenia wolne             | 18.50    | —        | —        | —        | —        | —        | 18.50  | 41.     |
| Héctor Ramírez                                                                                | ćwiczenia na koniu z łękami | —        | 15.60    | —        | —        | —        | —        | 15.60  | 109.    |
| Héctor Ramírez                                                                                | ćwiczenia na kółkach        | —        | —        | 15.90    | —        | —        | —        | 15.90  | 115.    |
| Héctor Ramírez                                                                                | skoki                       | —        | —        | —        | 18.55    | —        | —        | 18.55  | 86.     |
| Héctor Ramírez                                                                                | ćwiczenia na poręczach      | —        | —        | —        | —        | 18.00    | —        | 18.00  | 92.     |
| Héctor Ramírez                                                                                | ćwiczenia na drążku         | —        | —        | —        | —        | —        | 17.75    | 17.75  | 79.     |
| Héctor Ramírez                                                                                | wielobój indywidualny       | 18.50    | 15.60    | 15.90    | 18.55    | 18.00    | 17.75    | 104.30 | 97.     |
| Octavio Suárez                                                                                | ćwiczenia wolne             | 17.60    | —        | —        | —        | —        | —        | 17.60  | 92.     |
| Octavio Suárez                                                                                | ćwiczenia na koniu z łękami | —        | 17.80    | —        | —        | —        | —        | 17.80  | 80.     |
| Octavio Suárez                                                                                | ćwiczenia na kółkach        | —        | —        | 17.50    | —        | —        | —        | 17.50  | 81.     |
| Octavio Suárez                                                                                | skoki                       | —        | —        | —        | 18.60    | —        | —        | 18.60  | 84.     |
| Octavio Suárez                                                                                | ćwiczenia na poręczach      | —        | —        | —        | —        | 17.90    | —        | 17.90  | 95.     |
| Octavio Suárez                                                                                | ćwiczenia na drążku         | —        | —        | —        | —        | —        | 14.90    | 14.90  | 114.    |
| Octavio Suárez                                                                                | wielobój indywidualny       | 17.60    | 17.80    | 17.50    | 18.60    | 17.90    | 14.90    | 104.30 | 97.     |
| Félix Padron                                                                                  | ćwiczenia wolne             | 17.90    | —        | —        | —        | —        | —        | 17.90  | 80.     |
| Félix Padron                                                                                  | ćwiczenia na koniu z łękami | —        | 16.85    | —        | —        | —        | —        | 16.85  | 101.    |
| Félix Padron                                                                                  | ćwiczenia na kółkach        | —        | —        | 16.35    | —        | —        | —        | 16.35  | 108.    |
| Félix Padron                                                                                  | skoki                       | —        | —        | —        | 18.15    | —        | —        | 18.15  | 109.    |
| Félix Padron                                                                                  | ćwiczenia na poręczach      | —        | —        | —        | —        | 17.40    | —        | 17.40  | 108.    |
| Félix Padron                                                                                  | ćwiczenia na drążku         | —        | —        | —        | —        | —        | 17.40    | 17.40  | 91.     |
| Félix Padron                                                                                  | wielobój indywidualny       | 17.90    | 16.85    | 16.35    | 18.15    | 17.40    | 17.40    | 104.05 | 100.    |
| Pablo Luis Hernández                                                                          | ćwiczenia wolne             | 15.65    | —        | —        | —        | —        | —        | 15.65  | 121.    |
| Pablo Luis Hernández                                                                          | ćwiczenia na koniu z łękami | —        | 15.35    | —        | —        | —        | —        | 15.35  | 111.    |
| Pablo Luis Hernández                                                                          | ćwiczenia na kółkach        | —        | —        | 16.55    | —        | —        | —        | 16.55  | 106.    |
| Pablo Luis Hernández                                                                          | skoki                       | —        | —        | —        | 17.85    | —        | —        | 17.85  | 116.    |
| Pablo Luis Hernández                                                                          | ćwiczenia na poręczach      | —        | —        | —        | —        | 17.05    | —        | 17.05  | 113.    |
| Pablo Luis Hernández                                                                          | ćwiczenia na drążku         | —        | —        | —        | —        | —        | 17.15    | 17.15  | 101.    |
| Pablo Luis Hernández                                                                          | wielobój indywidualny       | 15.65    | 15.35    | 16.55    | 17.85    | 17.05    | 17.15    | 99.60  | 109.    |
| Carlos García                                                                                 | ćwiczenia wolne             | 17.20    | —        | —        | —        | —        | —        | 17.20  | 105.    |
| Carlos García                                                                                 | ćwiczenia na koniu z łękami | —        | 13.15    | —        | —        | —        | —        | 13.15  | 120.    |
| Carlos García                                                                                 | ćwiczenia na kółkach        | —        | —        | 17.35    | —        | —        | —        | 17.35  | 89.     |
| Carlos García                                                                                 | skoki                       | —        | —        | —        | 17.85    | —        | —        | 17.85  | 116.    |
| Carlos García                                                                                 | ćwiczenia na poręczach      | —        | —        | —        | —        | 17.65    | —        | 17.65  | 99.     |
| Carlos García                                                                                 | ćwiczenia na drążku         | —        | —        | —        | —        | —        | 15.65    | 15.65  | 114.    |
| Carlos García                                                                                 | wielobój indywidualny       | 17.20    | 13.15    | 17.35    | 17.85    | 17.65    | 15.65    | 98.85  | 114.    |
| Andrés González Héctor Ramírez Octavio Suárez Félix Padron Pablo Luis Hernández Carlos García | wielobój drużynowy          | 89.05    | 82.50    | 84.65    | 92.25    | 88.40    | 86.10    | 522.95 | 15.     |

### Lekkoatletyka
Mężczyźni
| Zawodnik          | Konkurencja        | Eliminacje | Eliminacje | Ćwierćfinał | Ćwierćfinał | Półfinał | Półfinał | Finał | Finał   |
| Zawodnik          | Konkurencja        | Wynik      | Miejsce    | Wynik       | Miejsce     | Wynik    | Miejsce  | Wynik | Miejsce |
| ----------------- | ------------------ | ---------- | ---------- | ----------- | ----------- | -------- | -------- | ----- | ------- |
| Enrique Figuerola | 100 m              | 10,50      | 1. Q       | 10,31       | 1. Q        | 10,48    | 3. Q     | 10,25 | srebro  |
| Lázaro Betancourt | 110 m przez płotki | 14,67      | 2. Q       | —           | —           | 14,23    | 6.       | NQ    | NQ      |

Kobiety
| Zawodniczka      | Konkurencja | Eliminacje | Eliminacje | Ćwierćfinał | Ćwierćfinał | Półfinał | Półfinał | Finał | Finał   |
| Zawodniczka      | Konkurencja | Wynik      | Miejsce    | Wynik       | Miejsce     | Wynik    | Miejsce  | Wynik | Miejsce |
| ---------------- | ----------- | ---------- | ---------- | ----------- | ----------- | -------- | -------- | ----- | ------- |
| Arialis Gandulla | 100 m       | 11,67      | 2. Q       | 11,5        | 3. Q        | 11,62    | 1. Q     | 11,72 | 5.      |
| Arialis Gandulla | 200 m       | 23,89      | 1. Q       | —           | —           | DSQ      | DSQ      | NQ    | NQ      |

### Podnoszenie ciężarów
Mężczyźni
| Zawodnik       | Konkurencja   | Wyciskanie | Wyciskanie | Rwanie | Rwanie  | Podrzut | Podrzut | Razem | Pozycja |
| Zawodnik       | Konkurencja   | Wynik      | Pozycja    | Wynik  | Pozycja | Wynik   | Pozycja | Razem | Pozycja |
| -------------- | ------------- | ---------- | ---------- | ------ | ------- | ------- | ------- | ----- | ------- |
| Ernesto Varona | powyżej 90 kg | 155        | 11.        | 130    | 13.     | 172,5   | 13.     | 457,5 | 15.     |

### Szermierka
Mężczyźni
| Zawodniczka       | Konkurencja          | Pierwsza Faza grupowa                                                                 | Pierwsza Faza grupowa | Baraże                         | Baraże  | Druga Faza grupowa                                                                                  | Druga Faza grupowa | 1/32             | 1/16             | Ćwierćfinał      | Runda finałowa   | Runda finałowa |
| Zawodniczka       | Konkurencja          | Przeciwnik Wynik                                                                      | Pozycja               | Przeciwnik Wynik               | Pozycja | Przeciwnik Wynik                                                                                    | Pozycja            | Przeciwnik Wynik | Przeciwnik Wynik | Przeciwnik Wynik | Przeciwnik Wynik | Pozycja        |
| ----------------- | -------------------- | ------------------------------------------------------------------------------------- | --------------------- | ------------------------------ | ------- | --------------------------------------------------------------------------------------------------- | ------------------ | ---------------- | ---------------- | ---------------- | ---------------- | -------------- |
| Enrique Penabella | floret indywidualnie | Lund W 5-4 Curletto P 1-5 Okawa P 1-5 Parulski P 4-5 Soheim P 2-5                     | 5.                    | —                              | —       | NQ                                                                                                  | NQ                 | NQ               | NQ               | NQ               | NQ               | NQ             |
| Enrique Penabella | szabla indywidualnie | Martonffy P 3-5 Frecia W 5-4 Brasseur W 5-4 Cooperman P 4-5 Soheim P 1-5 Kovács P 2-5 | =4. QB                | Martonffy W 5-1 Brasseur W 5-4 | 1. Q    | Bakonyi W 5-3 Posada P 2-5 Cooperman P 3-5 Hámori P 3-5 Mureșanu P 4-5 Salvadori P 1-5 Ochyra P 0-5 | 7.                 | NQ               | NQ               | NQ               | NQ               | NQ             |

Kobiety
| Zawodnik         | Konkurencja          | Pierwsza Faza grupowa                                                                          | Pierwsza Faza grupowa | Druga Faza grupowa                                                                         | Druga Faza grupowa | 1/32             | 1/16             | Ćwierćfinał      | Runda finałowa   | Runda finałowa |
| Zawodnik         | Konkurencja          | Przeciwnik Wynik                                                                               | Pozycja               | Przeciwnik Wynik                                                                           | Pozycja            | Przeciwnik Wynik | Przeciwnik Wynik | Przeciwnik Wynik | Przeciwnik Wynik | Pozycja        |
| ---------------- | -------------------- | ---------------------------------------------------------------------------------------------- | --------------------- | ------------------------------------------------------------------------------------------ | ------------------ | ---------------- | ---------------- | ---------------- | ---------------- | -------------- |
| Mireya Rodríguez | floret indywidualnie | Martonffy P 2-4 Rastworowa P 3-4 Ragno-Lonzi P 3-4 Hopner P 2-4 Flesch P 3-4 Watts-Tobin P 2-4 | 7. Q                  | Colombetti-Peroncini W 4-2 Prudskowa P 2-4 Rousselet-Ceretti P 2-4 Juhász P 0-4 King P 1-4 | 6.                 | NQ               | NQ               | NQ               | NQ               | NQ             |

### Wioślarstwo
Mężczyźni
| Zawodnik | Konkurencja           | Eliminacje | Eliminacje | Repasaże | Repasaże | Ćwierćfinał | Ćwierćfinał | Półfinał | Półfinał | Finał | Finał   |
| Zawodnik | Konkurencja           | Czas       | Miejsce    | Czas     | Miejsce  | Czas        | Miejsce     | Czas     | Miejsce  | Czas  | Miejsce |
| --- | --------------------- | ---------- | ---------- | -------- | -------- | ----------- | ----------- | -------- | -------- | ----- | ------- |
| Osvaldo Díaz Alfredo Hernández Gilberto Campbell Leovigildo Millan Roberto Ojeda                                                            | czwórka ze sternikiem | 7:17,11    | 6.         | NQ       | NQ       | NQ          | NQ          | NQ       | NQ       | NQ    | NQ      |
| Osvaldo Díaz Gilberto Campbell Mario Tabio Ezequiel Montenegro Alfredo Hernández Leovigildo Millan Norge Marrero Segundo Mora Roberto Ojeda | ósemka                | 6:31,76    | 5.         | NQ       | NQ       | NQ          | NQ          | NQ       | NQ       | NQ    | NQ      |